# 2. Damenbundesliga 2016 (Football)
Die 2. Damenbundesliga 2016 war die neunte Saison der zweithöchsten Spielklasse im American-Football in Deutschland für Frauen seit ihrer Neugründung.
Im Finale gewannen die Mülheim Shamrocks gegen die Cologne Falconets mit 40:0.

## Modus
Die Spiele werden mit 9 gegen 9 Spielerinnen ausgetragen (mindestens 5 an der LOS) und haben eine Dauer von 4 × 8 Minuten. Am Spieltag müssen die Teams mindestens jeweils 13 spielfähige Spielerinnen antreten lassen. Führt ein Team mit mehr als 35 Punkten, wird die Mercy-Rule angewandt und das Spiel beendet.
In der Saison 2016 treten insgesamt elf Teams in zwei getrennten Gruppen an (sechs in Gruppe A, fünf in Gruppe B). Jede dieser Gruppen trägt ein doppeltes Rundenturnier aus, wobei jedes Team einmal das Heimrecht genießt. Nach jeder Partie erhält die siegreiche Mannschaft zwei und die besiegte null Punkte. Bei einem Unentschieden erhält jede Mannschaft einen Punkt. Die Punkte des Gegners werden als Minuspunkte gerechnet. Nach Beendigung des Rundenturniers wird eine Rangliste ermittelt, bei der zunächst die Anzahl der erzielten Punkte entscheidend ist. Bei Punktgleichheit entscheidet der direkte Vergleich.
Nach den Rundenturnieren spielen die jeweils zwei bestplatzierten Mannschaften in zwei Play-off-Runden um das Aufstiegsrecht in die 1. Damenbundesliga (DBL).
In den Play-offs um den Aufstieg wird über Kreuz gespielt. Das heißt, der Gruppenerste spielt gegen den Zweiten der jeweils anderen Gruppe in einem Halbfinale. Entsprechend spielt der Gruppenzweite gegen den Ersten der jeweils anderen Gruppe. Hierbei genießen die Gruppenersten jeweils Heimrecht. Die siegreichen Teams treten im Finale gegeneinander an.

## Teams
In der Gruppe A haben die folgenden Teams am Ligabetrieb teilgenommen:
- Bielefeld Bulldogs
- Bochum Miners
- Braunschweig Lady Lions
- Hamburg Blue Devilyns
- Hannover Grizzlies Ladies (erstmalige Ligateilnahme)
- Spandau Bulldogs Ladies (Rückkehr nach drei Jahren)

In der Gruppe B haben die folgenden Teams am Ligabetrieb teilgenommen:
- Aachen Vampires Damen
- Cologne Falconets
- Cologne Ronin Ladies (erstmalige Ligateilnahme)
- Mülheim Shamrocks (Absteiger aus DBL)
- Saarland Lady Canes (erstmalige Ligateilnahme)

## Saisonverlauf
In der Saison 2016 nahmen mit elf Teams so viele wie in keiner anderen Saison zuvor an der 2. Damen-Bundesliga. Während die Mülheim Shamrocks aus der 1. Liga abgestiegen sind, meldeten sich die Hannover Grizzlies Ladies, Cologne Ronin Ladies und Saarland Lady Canes zum ersten Mal für den deutschen Ligabetrieb. Außerdem nahmen die Spandau Bulldogs Ladies nach drei Jahren den Spielbetrieb wieder auf.
Meister der Gruppe A wurden ungeschlagen die Bochum Miners vor den Hamburg Blue Devilyns. Das Halbfinalspiel gegen die Cologne Falconets verlor Bochum mit 34:40.
In der Gruppe B gewannen die Mülheim Shamrocks ebenso ungeschlagen ihre Gruppe. Im Halbfinale gewannen sie mit 35:0 gegen die Hamburg Blue Devilyns. Gruppenzweiter wurden die Cologne Falconets.
Das Finale 2015 fand am 10. September statt. Wie zuvor im Halbfinale ließen die Mülheim Shamrocks vor Heimkulisse keine Gegenpunkte zu und gewannen die Zweitligameisterschaft gegen die Cologne Falconets mit 40:0 bereits im zweiten Viertel.

### Abschlusstabellen
| Gruppe A | Gruppe A                  | Gruppe A | Gruppe A | Gruppe A | Gruppe A | Gruppe A | Gruppe A |    | Gruppe B              | Gruppe B | Gruppe B | Gruppe B | Gruppe B | Gruppe B | Gruppe B | Gruppe B |
| #        | Team                      | Punkte   | Sp       | S        | U        | N        | TD-Pkt.  | #  | Team                  | Punkte   | Sp       | S        | U        | N        | TD-Pkt.  |          |
| -------- | ------------------------- | -------- | -------- | -------- | -------- | -------- | -------- | -- | --------------------- | -------- | -------- | -------- | -------- | -------- | -------- | -------- |
| 1.       | Bochum Miners             | 20:00    | 10       | 10       | 0        | 0        | 395:122  | 1. | Mülheim Shamrocks     | 16:00    | 8        | 8        | 0        | 0        | 260:540  |          |
| 2.       | Hamburg Blue Devilyns     | 12:80    | 10       | 06       | 0        | 4        | 237:189  | 2. | Cologne Falconets     | 10:60    | 8        | 5        | 0        | 3        | 248:162  |          |
| 3.       | Spandau Bulldogs Ladies   | 10:10    | 10       | 05       | 0        | 5        | 278:272  | 3. | Cologne Ronin Ladies  | 07:90    | 8        | 3        | 1        | 4        | 138:207  |          |
| 4.       | Bielefeld Bulldogs        | 08:12    | 10       | 04       | 0        | 6        | 220:268  | 4. | Saarland Lady Canes   | 07:90    | 8        | 3        | 1        | 4        | 156:219  |          |
| 5.       | Hannover Grizzlies Ladies | 06:14    | 10       | 03       | 0        | 7        | 256:339  | 5. | Aachen Vampires Damen | 00:16    | 8        | 0        | 0        | 8        | 000:160  |          |
| 6.       | Braunschweig Lady Lions   | 04:16    | 10       | 02       | 0        | 8        | 103:299  |    |                       |          |          |          |          |          |          |          |

Erläuterung: Play-off-Qualifikation, Stand: 10. September 2016 (Saisonende)

### Play-offs
|  | Halbfinale | Halbfinale            | Halbfinale |  |  | Finale | Finale            | Finale |
|  |            |                       |            |  |  |        |                   |        |
|  |            |                       |            |  |  |        |                   |        |
|  | S1         | Mülheim Shamrocks     | 35         |  |  |        |                   |        |
|  | N2         | Hamburg Blue Devilyns | 0          |  |  |        |                   |        |
|  |            |                       |            |  |  | S1     | Mülheim Shamrocks | 40     |
|  |            |                       |            |  |  | S2     | Cologne Falconets | 0      |
|  | N1         | Bochum Miners         | 34         |  |  |        |                   |        |
|  | S2         | Cologne Falconets     | 40         |  |  |        |                   |        |
|  |            |                       |            |  |  |        |                   |        |

#### Halbfinale
Das Spiel wurde aufgrund der Mercy-Rule im letzten Viertel beendet.
|                       |                    |  |                   |                          |                       |  |  |
|                       | Mülheim 27.08.2016 |  | Mülheim Shamrocks | \| \| 35 : 0 \| \| \| \| | Hamburg Blue Devilyns |  |  |
| (6:0, 16:0, 7:0, 6:0) | Mülheim 27.08.2016 |  | Mülheim Shamrocks |                          | Hamburg Blue Devilyns |  |  |
|                       | 35 : 0             |  |                   |                          |                       |  |  |
|                       |                    |  |                   |                          |                       |  |  |

|                 |                   |  |               |                           |                   |  |  |
|                 | Bochum 03.09.2016 |  | Bochum Miners | \| \| 34 : 40 \| \| \| \| | Cologne Falconets |  |  |
| (?:?, ?:?, ?:?) | Bochum 03.09.2016 |  | Bochum Miners |                           | Cologne Falconets |  |  |
|                 | 34 : 40           |  |               |                           |                   |  |  |
|                 |                   |  |               |                           |                   |  |  |

#### Finale
Das Spiel wurde aufgrund der Mercy-Rule im zweiten Viertel beendet.
|                        |                    |  |                   |                          |                   |  |  |
|                        | Mülheim 10.09.2016 |  | Mülheim Shamrocks | \| \| 40 : 0 \| \| \| \| | Cologne Falconets |  |  |
| (24:0, 16:0, 0:0, 0:0) | Mülheim 10.09.2016 |  | Mülheim Shamrocks |                          | Cologne Falconets |  |  |
|                        | 40 : 0             |  |                   |                          |                   |  |  |
|                        |                    |  |                   |                          |                   |  |  |